# 시즈 나들목
시즈 나들목(중국어: 汐止交流道)은 신베이시 시즈 구에 있는 중산 고속공로(중화민국 국도 1호선)의 나들목이다.